# Nemesapáti
Nemesapáti là một thị trấn thuộc hạt Zala, Hungary. Thị trấn này có diện tích 10,37 km², dân số năm 2010 là 521 người, mật độ 50 người/km².